# 刺苞菊
刺苞菊（学名：Carlina biebersteinii）为菊科剌苞菊属的植物。俗名：新疆刺苞术。分布在俄罗斯、中亚、欧洲以及中国大陆的新疆等地，常生于干草甸、河边石滩地以及灌丛中，目前尚未由人工引种栽培。

## 别名
新疆刺苞术（植物分类学报）